# Магон Баркид
Магон (умер в 203 году до н. э.) — карфагенский полководец, младший сын Гамилькара Барки, брат Ганнибала, сыгравший важную роль во Второй Пунической войне. В 218—216 годах до н. э. он сражался с римлянами под командованием Ганнибала, в том числе в сражениях при Требии и при Каннах. В 215—206 годах возглавлял одну из карфагенских армий в Испании и воевал с переменным успехом. Разгромил братьев Сципионов (212 год до н. э.), но в конце концов потерпел полное поражение от сына одного из них, Публия, при Илипе (206 год до н. э.) и переправился в Лигурию, откуда рассчитывал двинуться на соединение с Ганнибалом. Попытка прорыва через Галлию не удалась, и Магон, скорее всего, умер от раны, полученной в одном из последних сражений войны.

## Биография

### Происхождение и ранние годы
Отец Магона Гамилькар Барка принадлежал к карфагенской аристократии и вёл свой род от легендарной основательницы Карфагена Элиссы. Магон был третьим и самым младшим сыном Гамилькара. О его детстве источники ничего не сообщают. Известно только, что Гамилькар дал своим сыновьям образование в эллинском духе, несмотря на наличие в карфагенском законодательстве прямого запрета на это, и что он старался привить сыновьям ненависть к Риму: «своих сыновей он вскармливал, как львов, натравливая их на римлян».
Магон родился, когда Гамилькар воевал с римлянами в Сицилии на заключительном этапе Первой Пунической войны. Заключив мир с Римом (241 год до н. э.) и подавив Великое восстание наёмников (238 год до н. э.), Гамилькар отправился в Испанию, чтобы начать завоевание этой страны. Точно известно, что с ним был старший сын — Ганнибал. На момент гибели Гамилькара в 228 году до н. э. в Испании находился и второй его сын — Гасдрубал. Когда к старшим братьям присоединился Магон, неизвестно; во всяком случае, Полибий характеризует его как «человека, с ранних лет приученного к военному делу».

### В армии Ганнибала
Магон впервые упоминается в источниках под 218 годом до н. э., когда он принял участие в походе карфагенской армии во главе с Ганнибалом из Испании в Италию (средний брат Гасдрубал остался в Испании). Командуя конницей, он выполнял различные важные поручения своего старшего брата.
Когда карфагеняне в пути вышли к Родану и увидели, что противоположный берег удерживается враждебными им галлами, Магон во главе отряда конницы отправился вверх по течению, где перешёл реку, а потом напал на врага с тыла и захватил его лагерь (согласно другой версии, это сделал Ганнон, сын Бомилькара). Это позволило основным силам карфагенян переправиться на другой берег.
После перехода через Альпы и победы при Тицине (ноябрь 218 года) Магон возглавлял нумидийскую конницу на пути к Плаценции. Согласно Целию Антипатру, он вплавь перешёл Пад с конницей и иберийской пехотой; но Ливий считает это неправдоподобным, говоря, что река слишком быстра для такой переправы. Накануне битвы при Требии (середина декабря 218 года) Магон с тысячей кавалеристов и тысячей пехотинцев расположился в засаде между рекой и карфагенским лагерем. Когда римскую армию заманили на западный берег, Магон с этими силами ударил в тыл римской пехоте, обеспечив таким образом победу. В результате погибло до двадцати тысяч солдат противника.
Весной 217 года до н. э. карфагенская армия совершила трудный переход из Галлии в Этрурию. Путь шёл через почти непроходимое болото; Магон возглавлял всю нумидийскую конницу и шёл за галлами, чтобы силой заставить эту многочисленную и самую ненадёжную часть войска держать строй и двигаться вперёд в случае бунта. Согласно Полибию, только эта мера и помогла удержать галлов в строю.
О роли Магона в битве при Тразименском озере в июне 217 года до н. э., где карфагеняне нанесли новое серьёзное поражение римлянам, ничего не известно (всей конницей, согласно Ливию, здесь командовал Махарбал). Полибий упоминает только совещание Ганнибала «с братом и друзьями» сразу после боя, где обсуждалось дальнейшее наступление.
В следующем году Магон был одним из командующих карфагенской армией в битве при Каннах. Вместе с Ганнибалом он, согласно Ливию и Полибию, возглавлял центр — пехоту, которая, отступая, приняла на себя основной удар более многочисленного врага, но продержалась до атаки конницы в тыл римлянам; согласно Аппиану, он командовал правым флангом. Сразу после этой победы Магон с частью войска принял сдачу ряда городов Самния или Бруттия.

### В Карфагене
Вскоре после Канн Ганнибал отправил своего брата в Карфаген, чтобы сообщить о громкой победе и добиться новых подкреплений. В своей речи перед карфагенским сенатом Магон, согласно Ливию, описал все предварительные результаты войны: Ганнибал

сразился с шестью военачальниками — из них четыре были консулами, один диктатором и один начальником конницы — и с шестью консульскими войсками; врагов убито было больше 200 тысяч, а в плен взято больше 50 тысяч, из четырёх консулов двое были убиты, один ранен, а ещё один потерял всё войско и едва убежал с отрядом в 50 человек, начальник конницы, чья власть равна консульской, разбит и обращён в бегство; их диктатор считается замечательным военачальником, так как в сражениях никогда не участвовал. Бруттийцы, апулийцы, часть самнитов и луканцев на стороне пунийцев; Капуя, которая после поражения римлян под Каннами стала главным городом не только Кампании, но и всей Италии, предалась Ганнибалу. За столько таких побед следует возблагодарить бессмертных богов.
— Тит Ливий. История Рима от основания города, XXIII, 11..
В подтверждение своих слов Магон приказал высыпать перед заседающими кольца, снятые с павших в сражениях всадников и сенаторов Рима. Согласно Флору, таких колец набралось на два модия объёма, согласно другим источникам — до трёх с половиной модиев. Продемонстрировав таким образом успехи карфагенского оружия, Магон попросил у своих слушателей подкреплений, продовольствия и денег для армии, воюющей в Италии.
Традиционный враг Баркидов Ганнон Великий заявил о бесплодности всех описанных Магоном побед; тем не менее рассказ Магона вызвал всеобщее ликование. Было решено направить Ганнибалу деньги, 40 слонов, 4 тысячи нумидийских кавалеристов, а также навербовать в Испании 20 тысяч пехоты и 4 тысячи конницы для двух театров военных действий — испанского и италийского.
В следующем году Магон уже располагал в Африке 12 тысячами пехотинцев, полутора тысячами кавалеристов, двадцатью слонами и тысячей талантов серебра. Он собирался переправить всё это в Италию под охраной 60 военных кораблей, но из Испании пришли известия о серьёзных поражениях командовавшего там Гасдрубала и о переходе на сторону Рима большинства местных племён. В этих условиях карфагенский сенат решил направить Магона с набранными им войсками в Испанию.

### Испания: Война с братьями Сципионами
На Пиренейском полуострове Магон объединил свои силы с Гасдрубалом и Ганнибалом, сыном Бомилькара. Римскими войсками в этом регионе командовали Публий и Гней Корнелии Сципионы. В 215 году карфагеняне осадили город Илитургис в верховьях Бетиса, но римляне пришли ему на помощь и одержали полную победу в сражении, хотя численное преимущество было не за ними. Затем карфагеняне потерпели ещё одно поражение при Индибилисе, где, по словам Тита Ливия, потеряли 13 тысяч человек убитыми. Потери представляются историкам завышенными, но других данных нет.
В 214 году до н. э., пока римляне не успели вернуться со своей зимовки к северу от Ибера, Магон и Гасдрубал разбили «огромное войско испанцев». Они смогли бы установить контроль над всей Дальней Испанией, если бы не появление Публия Корнелия Сципиона, дошедшего до Акра Левке. В двух столкновениях карфагеняне нанесли армии Публия серьёзные потери и загнали на холм, когда на помощь брату пришёл Гней Корнелий. К Баркидам вскоре присоединился Гасдрубал, сын Гискона, но трём военачальникам не удалось в полной мере объединить свои силы. Три карфагенские армии находились в разных лагерях и не имели общего командования, что и стало одной из главных причин последовавших неудач. Карфагеняне не смогли помешать Гнею Сципиону прорваться в осаждённый ими Илитургис, а на следующий день проиграли большое сражение. Битву при Мунде они не проиграли только благодаря ранению Гнея Сципиона, но понесли большие потери и отступили. Римляне навязали им новый бой под Аврингой и здесь уже одержали полную победу. Магон набрал наёмников-галлов, но за этим последовало новое большое поражение карфагенской армии, при котором погибло больше 8 тысяч воинов.
Тем не менее в последующие годы Магон и его коллеги смогли стабилизировать ситуацию в Испании. В 213 году до н. э. даже оказался возможным временный уход из региона Гасдрубала Баркида с частью сил для разгрома проримской партии в Нумидии.
В 211 году до н. э. братья Сципионы планировали уничтожить все три карфагенские армии в Испании. Но сначала они оказались ослаблены уходом от них 20 тысяч кельтиберов, а затем Магон и Гасдрубал, сын Гискона, разгромили при Кастулоне армию Публия Сципиона. Последний был атакован с трёх сторон карфагенянами, свессетанами и нумидийцами царевича Массиниссы и погиб в бою вместе с большей частью своей армии. После этого Магон с коллегой присоединились к Гасдрубалу Баркиду, который ещё до этого начал теснить Гнея Сципиона. Объединённые силы карфагенян окружили римлян на невысоком холме и прорвали их оборону. В схватке погиб и второй Сципион, но часть его воинов всё же смогла прорваться и отступить к Иберу, а потом закрепиться к северу от реки. Орозий в связи с этими событиями пишет: «В Испании братом Гасдрубала были убиты оба Сципиона».

### Испания: Война с Публием Корнелием Сципионом Младшим
Уже в следующем году командиром римлян в Испании стал сын Публия Сципиона — тоже Публий. Он быстро добился полной победы на этом театре военных действий, используя разобщённость трёх карфагенских армий (Полибий сообщает, что трое военачальников рассорились между собой), помощь иберов с севера полуострова и тактику коротких, но эффективных рейдов на юг, осуществлявшихся из греческих городов на левобережье Ибера.
В 209 году до н. э. Сципион неожиданно даже для собственных подчинённых напал на Новый Карфаген — столицу Карфагенской Испании. Магон со своей армией находился в этот момент в районе Кастулона и не успел прийти на помощь городу (весь план Сципиона был построен на том, что любой из армий противника понадобилось бы не менее десяти дней на такой поход). Римляне взяли Новый Карфаген и захватили здесь огромное количество драгоценных металлов, припасов и воинского снаряжения, а также иберийских заложников. Это существенно ухудшило позиции карфагенян в регионе.
Гасдрубал Баркид в 208 году до н. э. потерпел от Сципиона полное поражение при Бекуле. Магон появился на поле боя, когда его брат уже бежал на север, а римляне занимали сильную позицию на высоком холме. Оценив ситуацию, Магон ушёл, не пытаясь навязать противнику ещё одно сражение. Позже состоялась трёхсторонняя встреча Магона и двух Гасдрубалов, на которой было решено: Гасдрубал Баркид идёт в Италию на соединение с Ганнибалом, Гасдрубал, сын Гискона, уводит две оставшиеся армии в долину Бетиса, а Магон отправляется с казной на Балеарские острова набирать наёмников.
В 207 году до н. э. Магон снова действовал в Испании совместно с присланным из Африки Ганноном. Легат Сципиона Марк Юний Силан с всего десятитысячным войском неожиданно напал на них и разбил обоих, так что Ганнон попал в плен, а Магон был вынужден бежать в Гадес, сохранив только конницу. В следующем году он сформировал с Гасдрубалом, сыном Гискона, армию в 50 или даже 70 тысяч пехоты и 4 500 всадников. При Илипе состоялось решающее для судеб Испании сражение.
Сначала Магон напал на армию Сципиона с конницей, рассчитывая застать римлян врасплох, но его атака была отбита. В дальнейшем противники каждый день выстраивались друг против друга в одном порядке (самые сильные части в центре, слабые — по флангам), а вечером уходили в лагерь. Наконец, однажды Сципион вывел свою армию в поле неожиданно рано, причём лучшие части поставил на флангах и повёл их в атаку быстрее, чем центр. В результате самые боеспособные соединения карфагенян (ливийская пехота) были вынуждены бездействовать, ожидая приближения центра римского боевого порядка, в то время как на флангах сражавшиеся за Карфаген иберы и балеарцы были легко разбиты римскими легионерами. Тем не менее упорная схватка шла до полудня, пока у воинов Магона и Гасдрубала, оставшихся в этот день без завтрака, не начали иссякать силы. Карфагеняне бежали в лагерь. При этом источники молчат о действиях карфагенской конницы и о каких-либо попытках римлян захватить лагерь противника; вероятно, армии Сципиона эта победа далась нелегко.
Ночью карфагеняне оставили лагерь, но были настигнуты противником. В последовавшей резне спаслись только 6 тысяч воинов, организовавших оборону на высоком холме. Поскольку держаться здесь долго было нельзя, осаждённые начали переходить на сторону противника, и в конце концов Магон и Гасдрубал морем бежали в Гадес с горсткой людей. Эти события означали окончательный проигрыш Карфагеном его борьбы за Испанию. Даже в Гадесе возник заговор, имевший целью сдать город римской армии. Магон вовремя узнал об этом, арестовал заговорщиков и отправил их в Карфаген.

### Командование в Лигурии и Галлии
На просьбу Магона о высылке новых подкреплений для реванша в Испании карфагенский совет ответил приказом переправиться в Италию, набрать как можно больше галлов и лигуров и присоединиться к Ганнибалу. Магон получил деньги на осуществление этого замысла и захватил всё золото и серебро, какое нашёл в Гадесе, в том числе и в храмах. Проплывая мимо Нового Карфагена, он попытался занять его внезапным нападением, но понёс потери и отступил. Затем он вернулся в Гадес, но и там его уже не впустили в город. Выманив хитростью высших должностных лиц города и распяв их, Магон окончательно уплыл из Испании (206 год до н. э.).
Магон перезимовал на острове Менорка, где занялся набором балеарских пращников, часть из которых он отправил в Карфаген, а весной 205 года до н. э. высадился в Лигурии с 12 тысячами пехотинцев и 2 тысячами всадников. Он без боя занял Геную и заключил союз с галльским племенем ингаунов. Эти события были восприняты римлянами как очень серьёзная угроза, подобная той, которую двумя годами ранее создал Гасдрубал Баркид; Ганнибал же отнёсся к ним с безразличием.
В дальнейшем Магон воздерживался от активных боевых действий, пополнял свою армию за счёт галлов и вёл успешную пропаганду в Этрурии. Знать ряда городов была готова перейти на его сторону, но консул Марк Корнелий Цетег смог удержать регион в подчинении Риму (204 год до н. э.).
В 203 году до н. э. Магон, видимо, попытался прорваться на юг: в землях инсубров он сразился с римской армией, которой командовали проконсул Марк Корнелий Цетег и претор Публий Квинтилий Вар. За счёт использования слонов Баркиду удалось было получить перевес, но римляне обратили слонов в бегство дротиками. Когда Магон получил тяжёлую рану в бедро, вся его армия побежала. Отступив к морю, Магон застал там карфагенских послов, приказавших ему возвращаться в Африку, где уже добился серьёзных успехов его старый противник Сципион.

### Гибель
Данные источников о том, как закончилась жизнь Магона Баркида, расходятся. Согласно Ливию, он умер от раны у берегов Сардинии, когда возвращался в Африку; согласно Зонаре, он доплыл до Африки и вскоре был снова отправлен в Италию; согласно Корнелию Непоту, Магон, так же, как его брат, погиб в изгнании — или при кораблекрушении, или от рук собственных рабов. Аппиан же утверждает, что Магон ещё во время битвы при Заме был в Лигурии. Но ни один источник не рассказывает о заметном участии Магона в каких-либо исторических событиях после его отплытия из Лигурии, что делает, учитывая высокий статус Баркида, наиболее вероятной версию Ливия.
Остатки армии Магона сражались в составе армии Ганнибала при Заме, составив часть первой линии карфагенского боевого порядка.

## В художественной литературе
Магон действует в повести Александра Немировского «Слоны Ганнибала» и в романе Георгия Гулиа «Ганнибал, сын Гамилькара».

### Первоисточники
1. Аппиан Александрийский. Римская история. — СПб.: Алетейя, 2004. — 288 с. — ISBN 5-89329-676-1.
2. Диодор, «Историческая библиотека» СПб, 1774
3. Иоанн Зонара. Epitome historiarum. — Leipzig, 1869. — Т. 2.
4. Корнелий Непот. О великих иноземных полководцах. Ганнибал. Сайт «История Древнего Рима». Дата обращения: 18 сентября 2015.
5. Силий Италик. Пуника. Дата обращения: 25 мая 2016.
6. Тит Ливий. История Рима от основания города. — М.: Наука, 1989. — Т. 2. — 528 с. — ISBN 5-02-008995-8.
7. Павел Орозий. История против язычников. — СПб.: Издательство Олега Абышко, 2004. — 544 с. — ISBN 5-7435-0214-5.
8. Полибий. Всеобщая история. — М.: АСТ, 1994. — Т. 1. — 768 с. — ISBN 5-02-028227-8.
9. Луций Анней Флор. Эпитомы // Малые римские историки. — М.: Ладомир, 1996. — С. 99—190. — ISBN 5-86218-125-3.
10. Юстин. Эпитома сочинения Помпея Трога. — СПб.: Издательство СПбГУ, 2005. — 493 с. — ISBN 5-288-03708-6.

### Вторичные источники
1. Бобровникова Т. Сципион Африканский. — М.: Молодая гвардия, 2009. — 420 с. — (Жизнь замечательных людей). — 4000 экз. — ISBN 978-5-235-03238-5.
2. Кораблёв И. Ганнибал. — М.: Наука, 1981. — 360 с.
3. Лансель С. Ганнибал. — М.: Молодая гвардия, 2002. — 368 с. — (Жизнь замечательных людей). — ISBN 5-235-02483-4.
4. Лиддел Харт Б. Сципион Африканский. Победитель Ганнибала. — М.: Центрполиграф, 2003. — 286 с. — ISBN 5-9524-0551-7.
5. Мишулин А. Античная Испания. — М.: Издательство АН СССР, 1959. — 363 с.
6. Родионов Е. Пунические войны. — СПб.: СПбГУ, 2005. — 626 с. — ISBN 5-288-03650-0.
7. Трухина Н. Политика и политики «золотого века» Римской республики. — М.: Издательство МГУ, 1986. — 184 с.